# 산덤불왈라비
산덤불왈라비(Thylogale lanatus)는 캥거루과에 속하는 유대류의 일종이다. 덤불왈라비속(Thylogale)에 포함되는 7종 중의 하나이다. 파푸아뉴기니의 토착종이다.